# 浯口镇 (乐平市)
浯口镇，是中华人民共和国江西省景德镇市乐平市下辖的一个乡镇级行政单位。

## 行政区划
浯口镇下辖以下地区：
浯口村、江村、梅溪村、韩家塘村、尖山村、赵家村、环琇村、程家墩村、杨溪村、桃园村、西桥村、瑶冲村、枧头村和西湖村。